# Auguste Charpentier
Pour les articles homonymes, voir Charpentier.
Auguste Charpentier, né Philippe Auguste Cazier-Charpentier le 29 janvier 1813 à Paris (ancien 3e arrondissement) et mort le 15 mai 1880 à Paris (10e arrondissement), est un peintre, graveur et dessinateur français.

## Biographie

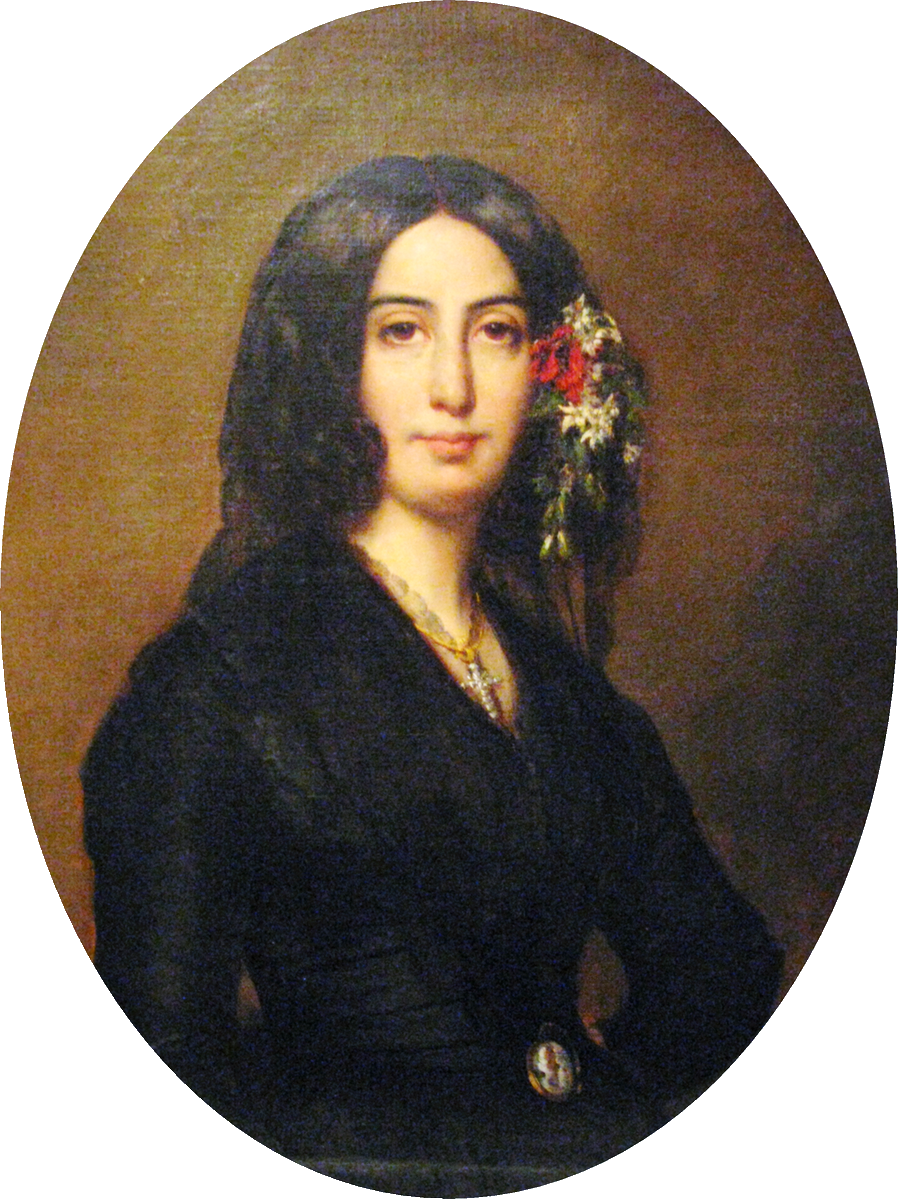
Portrait de George Sand (1838), Paris, musée de la vie romantique.

Auguste Charpentier étudie sous la direction de Jean-Auguste-Dominique Ingres et de François Gérard à l'École beaux-arts de Paris. Il expose pour la première fois au Salon de Paris en 1833. Il acquiert rapidement une renommée en tant que portraitiste et peint de nombreuses célébrités du Second Empire, comme George Sand, Rachel, Narcisse Díaz de la Peña, Alexandre Dumas ou l'actrice Marie Delaporte. Il est aussi l'auteur de paysages italiens et de scènes religieuses.

## Collections publiques
- Caen, musée des Beaux-Arts : 

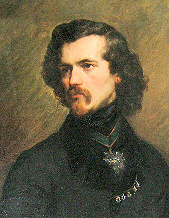
Portrait de Lottin de Laval (1840), musée des beaux-arts de Bernay.

  - Pâtre italien, huile sur toile (œuvre disparue)[3].
  - Courtisane, huile sur toile.
- Dole, musée des Beaux-Arts : Portrait de Joseph Lyard, huile sur toile[4].
- Grand'Combe-Châteleu, église Saint-Joseph : Sainte-Madeleine, huile sur toile.
- Paris, église Saint-Roch, ensemble de dix tableaux classés aux monuments historiques  Classé MH (1980) : 
  - Les Funérailles, 1833, huile sur toile ;
  - La Résurrection, huile sur toile ;
  - Les Saintes Femmes au sépulcre, huile sur toile ;
  - La Loi divine, huile sur toile ;
  - L'Innocence, huile sur toile ;
  - L'Extrême-onction, huile sur toile ;
  - La Force, huile sur toile ;
  - La Sagesse, huile sur toile ;
  - La Charité, huile sur toile ;
  - La Religion, huile sur toile.
- Paris, musée de la Vie romantique : Portrait de George Sand, 1838, huile sur toile -  George Sand et ses amis à Nohan, peint avec George Sand[réf. nécessaire], portrait charge.
- Musée des Beaux-Arts de Rouen : Portrait de Bocage, artiste dramatique, avant 1862, huile sur toile[5].
- Musée de Vendôme : Portrait de Charles Mansui, estampe[6].
- Musée national des châteaux de Versailles et de Trianon : Narcisse Diaz de la Pena (1808-1878), 1849, huile sur toile[7].
- Musée des Beaux-Arts de Bernay, Portrait de Pierre-Victorien Lottin de Laval, huile sur toile
- Saint-Gaudens, musée municipal de Saint-Gaudens : Armand Marrast, huile sur toile, 145 × 105 cm[8].

## Œuvres présentées au Salon
- 1837 : Pâtre, souvenir d'Italie.
- 1839 : Portrait de George Sand[9].